# ザ・カーマン
『ザ・カーマン』（Matthew Bourne's The Car Man）は、イギリスの振付家マシュー・ボーンによるダンス作品。2000年5月16日、イングランドのプリマスで初演された。
本作の音楽は、オペラ『カルメン』の編曲版である『カルメン組曲』 に基づいており、そこに作曲家テリー・デイヴィスによる楽曲が追加されている。しかし、物語はオペラの筋書きとは全く異なる。代わりに、本作が大まかな下敷きとしているのは、ジェームズ・M・ケインの小説『郵便配達は二度ベルを鳴らす』、および同名の映画（1946年版、1981年版）である。このバレエは、暴力と、同性愛を含むセックスを大胆に描写している点が特徴的である。

## 概要
本作は、1960年代の アメリカ合衆国中西部の架空の町ハーモニーを舞台に、小さな イタリア系アメリカ人 コミュニティで、9か月余りに渡って繰り広げられる物語である。
マシュー・ボーンは、自らの作品に正しい筋書きがあるとは考えておらず、観客自身が物語を読み解くことの方を好んでいるため、以下は 『ザ・カーマン』の解釈の一例を述べることとする。

### 登場人物
主要人物
- ディノ・アルファノ（自動車修理工場と食堂の経営者）
- ラナ（ディノの妻）
- リタ（ラナの妹）
- アンジェロ（従業員）
- ルカ（流れ者）

クラブ
- シャーリー（クラブ「ル・ビート・ルート」の経営者）
- ビートニク
- キャバレーのダンサーたち
  - エリック
  - ホセ
  - ヴァージニア

郡刑務所
- デクスター（監視人）
- 囚人たち

工員と友人たち
- ブルーノ
- チャド
- デロレス
- ティック
- フランキー
- ジーナ
- "ホット"ロッド
- マルコ
- メルセデス
- モニカ
- ロッコ
- ヴィト
- チャック（町の警官）

### 第1幕

#### プロローグ
車のエンジンがうなる音とともに幕が上がる。アメリカの某所にある町ハーモニーに、流れ者のルカがリュックサックを背負って到着する。町の看板には「ハーモニーへようこそ　人口375　安全運転を！」と書かれている。 

#### 第1場
昼下がり。工具と金属がぶつかる音が響いている。ディノ・アルファノが経営する自動車修理工場「ディノのガレージ」では、工員たちが車を修理しているところだ。工員たちは、従業員の一人であるアンジェロをからかい、いじめている。ディノは偉そうな態度で、工員たちがまじめに仕事をしているか見回っている。終業時刻を知らせるサイレンが鳴ると、工員たちは2階へ向かい、シャワーを浴びて着替える。
終業後、工員たちは、同じくディノが経営する食堂「ディノのダイナー」へ集まり、恋人である女工たちと落ち合って酒を飲む。ディノの美しい妻ラナは、妹のリタとともに、食堂でウエイトレスとして働いている。街灯に「男性求む」と書かれた紙が貼り出してあり、ラナはその下へ意味ありげにもたれかかる 。 リタはアンジェロのことが好きで、彼と距離を縮めようとしているが、アンジェロは恥ずかしがっているようで、リタを避けている。
そこへルカが現れる。食堂に集まっている人々は誰もルカのことを知らないが、彼の醸し出す強い魅力が皆を惹きつける。ルカは、オペラ『カルメン』の有名な曲「ハバネラ」が流れる中、女たちと戯れ、男たちを敵に回す。また、男たちを小突き、平手打ちし、一度は男の唇にキスをする。ルカはとりわけラナに目を奪われている。やがてディノが現れ、ルカが「男性求む」の貼り紙を指し示すと、ディノは話し合いのためルカを事務所へ招き入れる。この間ディノは、人前でラナの尻をつねったり体を触ったりしており、彼が愚かで妻を尊重していない人物であることが明らかになる。ディノはラナを、妻というより自分の財産のように見なしているようだ。
ディノとルカが事務所で話している間、リタとアンジェロはやっと2人きりになり、互いに愛情を伝え合う。しかし、工員たちが再びアンジェロをいじめ始める。そこへルカが助けに入り、男の1人を地面に叩きつける。それを見ながらディノは「男性求む」の貼り紙を外して破り捨てる。ルカを臨時の工員として雇うことに決めたのだ。

#### 第2場
2週間後の真昼。太陽がじりじりと照りつけている。工員たちは暑さで働くことができず、タンクトップや上半身裸の姿で、工場の中で怠けたり、女たちと戯れたりしている。ルカはアンジェロの味方となり、喧嘩の仕方を教えるが、アンジェロの技はお粗末なもので、相変わらず工員たちから馬鹿にされている。そこにディノが現れるが、麦藁帽とアロハシャツ、バミューダパンツ、靴下にサンダルを身に着けた姿で、ますます間抜けに見える。ディノがブリーフケースを手に出かけると、ルカは、パン生地をこねていたラナと戯れはじめ、2人は互いに誘惑しあう。工員たちとその恋人も、徐々に大胆に振る舞い始める。ラナは、事務所の上階にある自分とディノのアパートにルカを引き入れ、セックスする。やがて、ルカが下着にシャツを羽織っただけの姿で、タバコを吸いながら外に出てくる。 ルカは再びラナのいるアパートに戻る。他のカップルたちも事を終えた様子で、工場の床でぐったりとしている。
やがてディノが外出から戻り、工員とその恋人たちを追い出す。ディノは、アパートの窓ごしにラナを見て、彼女が自分に手を振っているのだと思いこむ。実は、ラナはルカと再びセックスしているところで、手を窓に押し付けているのだが、ディノは気づかない。ディノは金属製の階段を上がってアパートへ向かうが、途中でつまずいてガチャンと音を立て、ラナとルカはディノが帰ってきたことに気づく。ルカは服を窓から外へ放り投げ、ディノが部屋に入ろうとしたちょうどその時、避難はしごを伝って立ち去る。ルカは服を着ながら、ブーツの片方がないことに気づくが、幸いにもラナが窓から投げてくれる。ルカはブーツをはき、急いで立ち去る。アンジェロがそれを見ており、ルカを追いかける。
次の場面では、工場にある車の中で性行為が行われており、その勢いで車が揺れているのが見える。車の中から、ルカがズボンのボタンをはめながら出てくるが、続いて出てきたのはなんとアンジェロである。アンジェロの表情から、彼がルカに恋をしたことがわかる。ラナとアンジェロは、その夜ルカと巡り合った歓びに恍惚とし、同時にそれぞれソロを踊る。

#### 第3場
土曜日。「ディノのダイナー」では、ダンスパーティー形式の結婚披露宴が行われている。皆は晴れ着に身を包み、踊ったり写真を撮ったりしているが、喜びの中にも不穏な空気が漂っている。ラナとアンジェロは、ルカが両方と関係を持っていることも知らず、それぞれルカに近づこうとする。ディノは、ルカを巡って何かよからぬことが起こっているという違和感を募らせていく。リタは変わらずアンジェロを思っているが、アンジェロはリタに目もくれない。
ディノはその場の進行を取り仕切ろうとし、とりわけラナに対して支配的に振る舞う。怒ったラナとルカはパーティーを抜け出し、2人で過ごすため工場へ向かう。しかし、ディノに見つかってしまい、ルカとディノは乱闘を始める。止めようとしたラナは、ディノに腹を殴られる。ルカはディノの方へ突進するが、地面に叩きつけられてしまう。そのとき、ラナが重いスパナを手に取り、ディノの頭を殴りつける。その一撃でディノは動かなくなる。ラナはルカにとどめを刺すよう頼み、ルカは少しためらうものの、ディノに最後の一撃を加える。ディノは床に崩れ落ち、死んだように見える。人がやって来る音を聞いたルカとラナは、ディノの遺体を事務所へ引きずっていく。2人は気づいていないが、リタが乱闘の最後の場面を目撃しており、警察を呼ぼうと走り去る。
そこに、ルカを探すアンジェロが現れる。ルカとラナにとって恐ろしいことに、ディノはまだ死んでいなかった。ディノは事務所から這い出てくると、助けを求めてアンジェロにしがみつき、アンジェロの体を血まみれにしながら崩れ落ちる。この騒ぎを聞きつけて、パーティーの参加者たちが工場に駆け付ける。ルカが逃げ去った後に、町の警官チャックが到着する。ラナは、アンジェロがディノを殺したのだと訴え、遺体の前で泣いて見せる。ようやく状況を理解したアンジェロは無実を訴えるが、聞き入れられずに逮捕され、連行されていく。

### 第2幕

#### 第1場
6か月後。場面はクラブ「ル・ビート・ルート」である。クラブの経営者であるシャーリーは、エレガントな黒いドレスをまとっている。数名のビートニクたちも、同じく黒のレザージャケット、ベレー帽、サングラスを身に着けている。
ルカとラナが、友人たちとクラブに入ってくる。華美な服装であり、2人が金を手に入れたことがわかる。シャーリーは、ホセ、エリック、ヴァージニアに対し、贔屓客たちにキャバレー・ショーを見せるように言う。ダンサーたちは全員黒ずくめで、ヴァージニアは短剣を持っている。ショーを観たラナとルカは、自分たちが犯した殺人のことを思い起こし、動揺する。ショーが終わると、ルカは惜しげもなく金を使い始め、酒を頼んだり、ビートニクたちと賭けをしたりするものの、賭けには負け続ける。シャンパンで徐々に酔いが回ったルカは、罪悪感が振り払えず、かつてディノがしていたようにラナを手荒に扱いだす。ルカはクラブを出るが、後ろめたい思いに苛まれ、監獄にいるアンジェロを思い浮かべる。

#### 第2場
郡刑務所。囚人22177となったアンジェロは、革の手錠をかけられ監禁状態に置かれている。そこへリタが面会に訪れ、2人の間には再び愛情が蘇る。リタはアンジェロに自分が見たことを話し、ディノを殺したのはルカであり、アンジェロは罠にはめられたのだと伝える（リタはラナがディノを殴ったところを見ていなかったため、ラナは無実だと説明する）。アンジェロは激怒し、面会室の端まで椅子を投げ飛ばす。リタが帰ろうとすると、他の囚人たちがひやかしの言葉を浴びせてくる。
監視人のデクスターが、アンジェロを面会室から連れ出す。しかし、デクスターはアンジェロを独房には帰さず、シャツを脱がせ始める。彼はアンジェロを犯そうとしているのだ。アンジェロの表情は、このようなことが初めてではないことを窺わせる。だが、アンジェロは抗い、デクスターの頭を壁に打ち付けて失神させることに成功する。アンジェロはデクスターを空の独房まで引きずっていき、拳銃を手に入れる。壁のフックにかかっていた監視人の制服と帽子を奪い取り、アンジェロは脱獄する。 

#### 第3場
「ル・ビート・ルート」の閉店時刻。ラナとルカは再びクラブにいる。ルカはウイスキーの瓶を握りしめ、酔い潰れている。ラナはルカに、飲むのを止めてクラブを出ようと説得するが、ルカは聞き入れない。ルカはバーテンダーに、もっと酒を出すよう頼むが、断られる。その時突然、ルカの目の前に、頭から血を流したディノの幻影が現れる。

#### 第4場
再び「ディノのガレージ」。工場はシャッターが下ろされ、「売出中」の貼り紙が出ている。土曜の夜遅く、リタは1人で食堂にいる。キッチンで物音が聞こえ、様子を見に行ったリタは、そこにアンジェロがいるのを見て衝撃を受ける。アンジェロはもはや、リタが知っていた穏やかで優しい青年ではない。アンジェロはリタの体を撫で回し、拳銃をちらつかせて脅す。リタは愛情と恐怖の混じった目でアンジェロを見つめる。アンジェロは自分がしようとしていることを明かし、リタに銃を突きつけてディノとラナのアパートへ向かわせ、リタを人質にしてラナとルカの帰りを待つ。
食堂には新しい看板がかけられており、これから殴り合いの勝負が行われることがわかる。そこへ、工員とその恋人たち、そしてルカとラナが現れる。はじめにドラッグレースが行われることになり、車をクラッシュさせた一行は食堂に向かう。ラナとルカが食堂のシャッターを下ろすと、そこには赤く太い文字で「人殺し」と書かれており、2人は慌ててシャッターを上げる。
男たちは殴り合いの勝負を始める。 試合の場所はタイヤで区切られ、壁には「ファイト・クラブ　得点」と書かれた黒板が吊るしてある。参加者は8人で、2人ずつに分かれて勝負し、勝ち上がった者同士が戦うというルールだが、ルカは工員の1人に負けてしまう。
階段を上がってアパートへ入ったラナは、アンジェロの2人目の人質となる。勝負のさなか、突如銃声が響き渡り、ラナとリタに拳銃を突きつけたアンジェロがアパートから出てくる。アンジェロはルカに襲い掛かり、2人は殴り合いを始める。戦いの絶頂で、アンジェロは荒々しくルカにキスする。その時、アンジェロの手から拳銃がもぎ取られ、地面に落ちる。ルカがアンジェロを抑え、拳銃に手を伸ばそうとしたとき、ルカはラナに撃たれて絶命する。階段を降りてきたラナは、別の銃を手にしていた。アンジェロとリタは抱き合い、工員たちは、ルカを埋めて罪を隠すため、シャベルを手にする。プロローグと同様に大きな看板が現れ、そこには「ハーモニーはここまでです。また会いましょう！」と書かれている。

## 音楽と物語
『ザ・カーマン』というタイトルが示す通り、本作の音楽は、フランスの作曲家 ジョルジュ・ビゼー によるオペラ『カルメン』 に基づいているが、元のスコアは使われていない。代わりに、作曲家テリー・デイヴィスは、出発点としてロシアの作曲家 ロディオン・シチェドリンが編曲したボリショイ劇場版『カルメン組曲』を用い、そこへ原曲に基づく曲を追加した。『カルメン組曲』 は、弦楽器と打楽器 のみを用いた約40分間の作品である。マシュー・ボーンが作曲家に全スコアの作曲を依頼したのは、本作が初めてである。
『ザ・カーマン』の物語は、ビゼーの『カルメン』とは全く異なる。ボーンは、少なくとも２人の登場人物、男性1人（おそらくルカ）と女性1人（ラナ）がカルメンの人物像に「似ている」と言い、さらに「ザ・カーマン」とはルカのことだと述べているが、カルメンに直接あてはまる登場人物はいない。ボーンによれば、「私は、オペラ『カルメン』の物語に特に興味があったわけではありません。話はよく知りもしなかったし、実を言うと、今でもよく知りません。共通点もありますが、むしろ興味があったのは、音楽の感じと、誰もが知っている『カルメンとはこういうものだ』という感じです」 。
本作の筋書きは、ジェームズ・M・ケインによる1934年の小説『郵便配達は二度ベルを鳴らす』 、および同名の映画（1946年版、1981年版）を大まかな下敷きとしている。映画の1946年版は ジョン・ガーフィールド と ラナ・ターナー、1981年版は ジャック・ニコルソン と ジェシカ・ラングが主演している。映画では、流れ者のフランクが カリフォルニア州 の田舎の食堂に客として立ち寄り、やがてそこで働くことになる。食堂を切り盛りしているのは若く美しい女性コーラと、年の離れたギリシャ人の夫・ニックだが、コーラはニックのことを愛していない。フランクとコーラは肉体関係をもち、2人は、コーラが食堂を手放すことなく新しい生活が送れるよう、ニックの殺害を計画する。殺害は一度失敗するが、最終的には成功する。地元の検事は不審に思うが、十分な証拠は挙がらない。2人を仲違いさせようと企んだ検事は、コーラの方だけを起訴する。狙い通り2人の関係は険悪になるが、コーラの弁護人の巧みな戦略により、コーラは検事にすべてを自白することを免れ、ついには無罪となる。やがて、フランクとコーラは不安定な関係を修復し、将来の計画を立てる。しかし、2人がついに「いつまでも幸せに」暮らす準備ができたと思われたところで、コーラが交通事故で死んでしまう。映画版の結末は、ケインの原作小説とは異なる。小説では、フランクはコーラを殺害したとみなされて有罪判決を受ける。
『ザ・カーマン』におけるルカ、ラナ、ディノの人物像は、明らかに映画版のフランク、コーラ、ニックに基づいている。また、フランクとコーラによるニック殺害は、ルカとラナがディノを殺すことに対応している。さらに、ケインの小説でフランクが誤って有罪とされることは、アンジェロが誤審を受けることに反映されている。しかし、類似点はそれだけである。
ボーンはこの物語に、 報われない愛や裏切り 、復讐といったテーマを持ち込んでおり、これらのテーマは 『白鳥の湖』など彼の他のバレエ作品にも登場する。また、同性愛の要素も見られ、主人公のルカは バイセクシュアルであり、アンジェロと関係をもつほか、「ディノのガレージ」の工員の唇にキスをして挑発している。アンジェロについては、刑務所で監視人のデクスターに犯されていることも暗示される。その他にも、工員たちのうちマルコとヴィトは、男性同士で性行為に及んでいる。

## 上演
本作は、マシュー・ボーンのカンパニーであるアドベンチャーズ・イン・モーション・ピクチャーズで製作された。当時の副題は「オートエロティックなスリラー」とされ、2000年5月16日、イングランドのプリマスにあるシアター・ロイヤル（プリマス）で初演された。また、同年9月にはロンドンのオールド・ヴィック・シアター でも上演された  。
イギリスでは、チャンネル4が本作をテレビ用に収録し、2001年のクリスマスに放映した。後にDVD化された映像版の主要キャストは、スコット・アンブラー（ディノ）、サラン・カーテン（ラナ）、アラン・ヴィンセント（ルカ）、エタ・マーフィット（リタ）、ウィル・ケンプ（アンジェロ）である 。 
2001年夏にはロサンゼルスで上演され、その後ニューヨークでも上演予定だったが、2001年9月11日の アメリカ同時多発テロ事件の影響で中止された。
2007年には、ボーンの現行のカンパニーであるニュー・アドベンチャーズで、「ビゼーのカルメンを新たに描く」の副題の下で再演され、6月18日から11月17日までイギリスツアーが行われた。
2015年の再演時は、4月16日にツアーを開始し、8月8日にサドラーズウェルズ劇場で予定より1日早く上演を終了した。これは、ルカ役のジョナサン・オリヴィエがバイク事故で死去したためである。2016年3月1日からは世界中で映画が公開された。
本作は、最も人気があるボーン作品のうちの1つであり、広く称賛を浴びてきた 。批評家からは、「演劇的魅力と振付の魅力に溢れている」、「欲望が沸き立つ」、「フィルム・ノワールの要素をすべて備えたテンポのよいスリラー」などと評されている。

## 受賞
- 2000年 イヴニング・スタンダード演劇賞（英語版） のミュージカル部門を受賞[8]
- ローレンス・オリヴィエ賞 に「ダンスの傑出した業績」としてノミネート[8]
- 2015年 ラナ役のジジ・ストラレン（英語版）が、 英国批評家協会賞（英語版） の「傑出した女性モダン・ダンサー」を受賞[18]

## 関連文献
- Morley, Sheridan (2000年9月20日). “London Theater : An Intimate Close-Up From Hare (folo)”. International Herald Tribune
- Morley, Sheridan (2000年9月23日). “Cerebral Surgery (review)”. The Spectator (republished on LookSmart)
- Perlmutter, Sharon (2001年10月). “The Car Man (review)”.   TalkinBroadway.com. 2007年7月29日閲覧。
- Shea, Christian Leopold (2001年10月). “The Car Man : An Auto-Erotic Thriller : On-Line Review”.   The Jaundiced Eye. 2007年7月29日閲覧。
- Mackrell, Judith (2002年3月30日). “All Things to All Men : She has been a Feminist Campaigner, a Sultry Sex Icon, a Street Kid – Even a Male Car Mechanic”. The Guardian
- Chalabi, Selma (2007年6月27日). “The Car Man : Wales Millennium Centre, Cardiff, 26–30 June 2007”.  bbc.co.uk (BBC South East Wales). 2007年8月16日閲覧。
- Jones, Jason (2007年6月28日). “Car Man (review)”.   Rainbow Network. 2007年7月29日閲覧。
- Marie-Jeanne, Francoise (3–7 July 2007). “Francoise Marie-Jeanne Went to See The Car Man”.  LeftLion. 2007年7月29日閲覧。
- Blackburn, Anna (2007年7月5日). “Review : The Car Man”.  bbc.co.uk (BBC Nottingham). 2007年7月30日閲覧。
- Brown, Ismene (2007年7月6日). “Matthew Bourne's Trailer-Trash Tragedy”.   The First Post : The Online Daily Magazine. 2007年8月16日閲覧。
- Darvell, Michael (2007年7月15日). “Matthew Bourne's The Car Man (review)”.   Classicalsource.com. 2007年7月29日閲覧。
- Gilbert, Jenny (2007年7月15日). “The Car Man, Sadler's Wells, London : An Edge-of-the-Seat Story of Murder and Axle-Grease”. The Independent